# Хёпкен, Даниель Никлас фон
Даниель Никлас фон Хёпкен (швед. Daniel Niklas von Höpken; 9 марта 1669 — 26 апреля 1741, Стокгольм) — шведский государственный деятель периода «эры свобод», барон.

## Биография
Родился 9 марта 1669 года в родовом имении Мелау в Бремене. В 1696 году поступил канцеляристом в немецкую экспедицию шведской Канцелярии, где к 1710 году дослужился до референдарие-секретаря. При реорганизации Канцелярии в 1714 году он сделался статс-секретарём Камер-экспедиции, а в 1716 году получил место в созданной Г.Герцем Закупочной депутации (Upphandlingsdeputationen).
Хёпкен сумел благополучно пережить падение Герца и даже добиться расположения королевы Ульрики Элеоноры. В 1719 году он получил титул барона и сделался статс-секретарём по внешним делам.
Чтобы усилить своё влияние на королеву, он в 1719 году согласно её воле добился от Секретного комитета требования об освобождении захваченного голландского судна и без ведома риксрода составил приказ об этом. Подобный образ действий вызвал конфликт между королевой и графом Арвидом Горном, результатом чего стала отставка последнего с постов президента Канцелярии и члена риксрода. Кроме того, он породил личную вражду между Горном и Хёпкеном.
В 1719 году Хёпкен посредством своего влияния на королеву играл значительную роль в определении курса внешней политики Швеции, в частности, он принимал активное участие в заключении договоров с Ганновером и Англией. На риксдаге 1723 года он примкнул к «гольштинской партии» и в последующие годы стал одним из её лидеров.
После поражения партии на риксдаге 1726—1727 годов Хёпкен оставил свой пост в Канцелярии и был назначен президентом Коммерц-коллегии. Находясь во главе этого ведомства, он содействовал развитию шведской торговли и промышленности, строго придерживаясь принципов меркантилизма и выступая за активную помощь государства различным отраслям экономики.
Спустя некоторое время Хёпкен стал сотрудничать с Карлом Юлленборгом, стремясь отстранить от власти А.Горна. Ему удалось добиться расположения Фредрика I, всячески потворствуя его связи с Хедвигой Таубе, осуждавшуюся Горном. На риксдаге 1734 года они встали во главе партии, выступавшей за оказание помощи осаждённому русскими войсками Данцигу, и заключили соглашение с французским посланником графом Кастежа, положившее начало так называемой партии «шляп». Хёпкен, которого Кастежа называл «душой» этой партии, стал решительно бороться за власть и даже лично писал памфлеты против риксрода и Канцелярии.
На риксдаге 1738—1739 годов его старания увенчались успехом, и партия «шляп» смогла прийти к власти. На этом же риксдаге в благодарность за свои заслуги Хёпкен получил в вознаграждение 8 тысяч риксдалеров серебром.
Умер 26 апреля 1741 года в Стокгольме.

### Семья
Был дважды женат: с 1703 года на Анне Катарине Кёниг, с 1709 года на баронессе Линдъельм. Политический деятель Андерс Юхан фон Хёпкен (1712—1789) был его сыном.